# Villa de Zaachila
Villa de Zaachila é um dos 570 municípios que formam ao estado mexicano de Oaxaca. Pertence ao distrito de Zaachila, cerca de seis quilômetros da cidade de Oaxaca de Juárez.
Na época pré-hispânica, a Villa de Zaachila foi a principal cidade do Vale de Oaxaca depois da queda de Monte Albán, pelo que os zapotecas de Zaachila fizeram parte da força política destacável em grande parte do território do Vale de Oaxaca durante a chegada dos espanhóis a este território. E desde esse então, tem sido um lugar tranquilo, no entanto a partir de ano 2006 se notou uma instabilidade política ao contar com dois governos paralelos.
Zaachila é conhecida por seus mercados ao ar livre os quais são montados nos dias de quintas-feiras da cada semana e se localizam em grande parte do centro desta cidade e por uma dança que se pratica à qual se lhe conhece como a Dança dos Zancudos ou dança dos zancos. O território de Zaachila converteu-se no lar de uma zona arqueológica inexplorada. O nome oficial é Villa de Zaachila ou Povo de Zaachila, em onde o nome de Zaachila prove/provem do zapoteco e significa "folha grande de beldroega".
Em Zaachila governou o mais famoso rei Zapoteca, Cosijoeza. Famoso por suas campanhas expansionistas e por ser o encarregado ser o rival dos mixtecos; quem posteriormente apropriaram-se de alguma maneira de grande parte de território zapoteca, e que influenciaram amplamente todo os Vales Centrais.
Na Zona Arqueológica de Zaachila, podemos observar nos vestígios, a grande influência da cultura mixteca nos costumes e crenças desta parte da população de Oaxaca. Oferendas, ornamentas, tipos de escritura. São mostras de que ambas culturas compartilharam este território. Casamentos entre nobres de ambas nações é a teoria, que parece se acercar mas à possível realidade daquele tempo.
Zaachila, não foi conquistado pelo exército espanhol. A conquista mais importante, foi por médio da religião.
As Cidades Zapotecas, surpreenderam aos hóspedes espanhóis, por suas ruas pavimentadas e o grande trabalho artístico em seus templos, pintados inclusive, isto com cochonilha.
Atualmente, Zaachila é uma cidade, semiurbana, que ainda conserva vestígios de sua excitante história. Dez igrejas coloniais, existem em Zaachila. Além de 2 zonas arqueológicas. Uma, inclusive, embaixo de uma igreja, a igreja de São Sebastião.
A população total aproximada, baseada no último censo nacional, e com a percentagem de crescimento populacional, adaptado em 2008 calcula-se, um total de 28,003 habitantes.
Clima temperado com chuvas em verão Cf. A temperatura média anual é de 22 °C. A temporada de chuvas apresenta-se nos meses de junho a outubro. Como dado curioso, ocorre que geralmente chove ao terminar a festa de segunda-feira da colina ou Guelaguetza em Zaachila.
A Villa de Zaachila está compreendida por nove bairros, o povo é hospitaleiro. Zaachila também é reconhecida por suas tradições e sua gastronomia.
A Villa de Zaachila destaca-se principalmente por sua gente trabalhadora dedicada ao comércio, panificadoras e talhos principalmente, caracterizados pela elaboração das ricas carnes de porco bem como sua deliciosa carne de enrolada e cozinhada em forno, estes produtos você encontrá-los-á disponíveis em seu mercado e nos dias quintas-feiras de em maior variedade. Também poderá degustar das extraordinárias neves e sem faltar os tradicionais doces regionais.